# Stadsbrand van Arnhem (2025)
Op 6 maart 2025 vond een grote stadsbrand plaats in Arnhem. Deze stadsbrand verwoestte zo’n 25 gebouwen. Het betreft een blok winkels en bovenwoningen in de historische binnenstad. Uitgebrande panden waren onder anderen een rijksmonument en gemeentelijke monumenten.

## Verloop
De brand begon in de nacht van woensdag op donderdag rond 03:45 bij een winkelpand van SoLow in de Jansstraat 28, en sloeg over naar andere historische winkelpanden. De brandweer was met 150-200 man aanwezig. De binnenstad werd geheel afgesloten. De brandweer liet het hele blok tussen de Jansstraat, Rozemarijnsteeg, Varkensstraat en Munterstraat gecontroleerd uitbranden. Ook het blok tot aan de Pauwstraat liep schade op. Een tiental historische panden werden getroffen. Getroffen winkels zijn onder andere de Etos, reisbureau TUI en The Body Shop. De woningen boven de winkels in het blok zijn ook uitgebrand.
Rond 13:50 was de brand onder controle. Er waren geen slachtoffers. Burgemeester Ahmed Marcouch beëindigde zijn vakantie om terug te keren naar Arnhem. Een dag na de brand werd er asbest ontdekt. Na de brand werden meerdere inzamelingsacties georganiseerd voor de getroffen bewoners.

## Oorzaak
Na de brand werden drie verdachten aangehouden die de brand vermoedelijk hebben gesticht. Een doelgerichte aanslag waarover werd gespeculeerd, werd uitgesloten. Een van de verdachten, een 57-jarige man, was een bekende overlastgever van de politie.

## Getroffen gebouwen
Er werden in totaal zo’n 25 gebouwen door brand beschadigd. Uitgebrande panden waren onder anderen een rijksmonument en gemeentelijke monumenten.
De brand heeft architectuurhistorische gebouwen verwoest uit de 19e en 20e eeuw. Jansstraat 24, waar de Etos is gevestigd, stamt uit de 15e eeuw. Het zijn gebouwen die tijdens de Slag om Arnhem bespaard waren gebleven.
Op 19 maart begon de sloop van de gevels van de historische panden. Het ziet er naar uit dat maar erg weinig behouden kan blijven.